# Паттинама, Шейн
Шейн Элиан Джей Паттинама (нидерл. Shayne Elian Jay Pattynama; род. 11 августа 1998, Лелистад) — нидерландский футболист, защитник клуба «Эйпен». Игрок сборной Индонезии по футболу.
Паттинама родился в семье индонезийца и нидерландки.

## Клубная карьера
Паттианама — воспитанник клубов «Лелистад 67», «Аякс» и «Утрехт». 21 августа 2017 года в матче против ТОП Осс он дебютировал в Эрстедивизи за дублирующий состав последних. Летом 2019 года Паттинама перешёл в «Телстар». 18 октября в матче против «Алмере Сити» он дебютировал за новую команду. 17 января 2020 года в поединке против «Эксельсиора» Шейн забил свой первый гол за «Телстар». 
В начале 2021 года Паттинама перешёл в норвежский «Викинг». 13 мая в матче против «Русенборга» он дебютировал в Типпелиге. 13 июня в поединке против «Волеренги» Шейн забил свой первый гол за «Викинг».